# Patricia Swift Blalock
Patricia Swift Blalock (9 de maig de 1914 - 7 de setembre de 2011) fou una bibliotecària nord-americana, treballadora social i activista de drets civils nascuda a Gadsden, Alabama.
Blalock es va graduar a la Universitat de Montevallo i va estudiar treball social a la Universitat de Chicago. Va tornar a Alabama i va treballar al State Department of Education and Rehabilitation, on va ajudar a establir clíniques per a nens amb defectes de naixement i altres malalties. Va ser directora de la Selma-Dallas County Public Library durant 27 anys, on va tenir un paper fonamental en tasques d'integració racial a la institució durant els anys seixanta i es va retirar el 1988.

## Joventut
Patricia Blalock va néixer el 9 de maig de 1914 a Gadsden, Alabama. Tenia dos germans, la seva germana, Irene i el seu germà, James. Els seus pares eren "racistes moderats", i eren més liberals que la majoria de famílies de la seva zona. El seu avi va ser un dels primers membres del Partit Populista de la zona i li havia ensenyat "a no tenir por als negres". Va assistir a la Universitat de Montevallo a Montevallo, Alabama i va obtenir un màster en treball social per la Universitat de Chicago. El 1937, es va traslladar a Selma, Alabama, on es va convertir en la supervisora del State Crippled Children's Services sobre malalties infantils hereditàries i va supervisar el treball de l'agència a 28 comtats. Blalock es va casar i va tenir una filla el 1946, i a partir de llavors es va retirar del treball social.

## Desegregació de la biblioteca pública del comtat de Dallas, a Selma
El 1951, "Miss Betty" va demanar a Blalock que treballés a la Biblioteca Pública del Comtat de Dallas, a Selma, Alabama, a temps parcial. Blalock va començar a treballar com a ajudant de la biblioteca, càrrec que va ocupar durant gairebé deu anys. Quan el director de la biblioteca va emmalaltir, Blalock es va convertir en director temporal. El consell de la biblioteca va demanar-li que es convertís en la directora permanent quan va quedar clar que l'actual director no podia continuar. Al principi, Blalock tenia certa inquietud perquè no tenia la titulació de com a bibliotecària, ja que era una treballadora social. El consell va expressar la seva fe en ella i va demanar que adoptés la posició que va assumir el 1963.
En aquell moment, només hi havia una biblioteca a Selma. La Biblioteca Selma havia començat el 1904 amb una subvenció de 10.000 dòlars d'Andrew Carnegie, que volia proporcionar biblioteques a petites comunitats. A diferència d'altres comunitats del sud segregades que proveïen una sucursal per a usuaris negres, la minoria de la població de Selma era servida a la porta del darrere de la biblioteca per l'assistenta de la biblioteca.
Quan Blalock va assumir el seu paper oficial com a directora, Selma estava dirigida informalment, però amb molta influència, pel White Citizen's Council. Creat el 1955 en resposta a Cas Brown contra el Consell d'Educació dels Estats Units, el White Council pretenia mantenir el statu quo de la supremacia blanca en la vida de la ciutat i en els afers comunitaris. Dos influents membres d' ex-officio del consell de la biblioteca que assistien regularment a les reunions del consell van ser l'alcalde Chris Heinz i el jutge Bernard Reynolds, tots dos líders del White Citizen's Council. Ambdós segregacionistes ortodoxos, Heinz i Reynolds volien protegir la forma de vida de Selma de persones que consideraven "agitadores externes".
Blalock, en convertir-se en directora de la biblioteca, va impulsar immediatament la desegregació de la biblioteca en el taulell. Aquesta era una tasca difícil, sobretot durant el clima polític dels anys seixanta, però Blalock era persistent. Va visitar personalment cada membre del consell per intentar convèncer-los que la desegregació era inevitable. Blalock havia utilitzat les ordres d'integració recents del govern federal a Montgomery i les protestes a Birmingham com a exemples de problemes que la gent de Selma podia esperar. Va argumentar que Selma podria prendre el control del seu propi procés d'integració en lloc que els estrangers ho fessin pel seu compte.
Cap al maig del 1963, Blalock s'havia tornat més insistent en la seva crida. Va dir a la Junta que hi havia un corrent per protestar contra les polítiques de segregació de la biblioteca i que no estava segura si fins i tot seria capaç d'obrir la biblioteca dilluns sense haver-hi cap pla de desegregació. El Consell va acordar reunir-se a la casa de Blalock aquell matí per elaborar un pla.

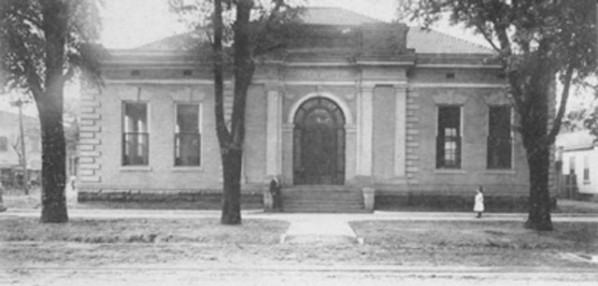
La biblioteca pública Selma original que es va crear amb una subvenció de la biblioteca Carnegie.

El pla de desegregació desenvolupat per a la Biblioteca del Comtat de Selma-Dallas no era ideal per a Blalock, però sí que va aconseguir l'objectiu que buscava amb tanta insistència. Es va decidir que la biblioteca romandria tancada durant una setmana, del 13 al 19 de maig. Després d'aquest període, es reobriria mitjançant tècniques d'integració vertical: es retirarien totes les cadires de la biblioteca per evitar que els usuaris blancs i negres s'asseguessin junts. A més, la desegregació de la biblioteca no seria anunciada públicament i tots els sol·licitants de carnets de la biblioteca haurien de proporcionar dues referències, un impediment insignificant a judici de Blalock.
El 20 de maig de 1963, la biblioteca va obrir la porta, totalment desegregada, sense gaire publicitat. Els visitants de la biblioteca que van trobar la manca de cadires inusuals els van dir que les cadires estaven al soterrani emmagatzemats temporalment. Els usuaris negres, desconeixedors del recent canvi, van utilitzar lentament la biblioteca al principi. Al novembre, eren cada cop més habituals. Lentament, Blalock va començar a treure les cadires i les va traslladar a la biblioteca. Amb la biblioteca desegregada, Blalock també va impulsar la integració del personal de la biblioteca. Blaclock i va dir a Annie Molette, l'assistent de la biblioteca que havia utilitzar tranquil·lament la seva posició per proporcionar serveis de biblioteca als negres de la comunitat per la porta del darrere, que la biblioteca contractaria una nova persona. Més tard, Molette va ser contractada com a primera assistent de biblioteca afroamericana de Selma.
La desegregació de la biblioteca no va ser universalment acceptada per la comunitat blanca de Selma. Les habilitats que Blalock va aprendre com a treballadora social es van fer imprescindibles al seu servei per a tots els membres de la comunitat per mantenir la ciutat tranquil·la en aquest àmbit. Una anècdota explica que un usuari blanc de la biblioteca, en veure la població afroamericana que utilitzava la biblioteca, va esberlar el seu carnet de la biblioteca amb ràbia i es va comprometre a no tornar més. Dues setmanes després, quan l'home va tornar un llibre en préstec, va ser identificat per Blalock, que anteriorment havia pres un temps per enganxar les peces del seu carnet i les havia guardat per si tornava.

## Jubilació i reconeixements
El 1988, Blalock es va retirar del seu paper com a directora de la Biblioteca Pública del Comtat de Selma-Dallas. El 1992, Blalock va ser reconeguda per l'Alabama Library Association amb un premi al seu servei distingit. Aquest premi reconeix una persona que ha contribuït significativament al desenvolupament de serveis bibliotecaris a l'estat d'Alabama.
Blalock va dedicar gran part de la seva vida posterior al desenvolupament de la seva comunitat en altres àmbits, ocupant dos mandats com a directora de la Selma and Dallas County Chamber of Comerç, presidint la Tale Telling Association, ocupant dos mandats com a vicepresidenta del Selma and Dallas Tourism Council, i dirigint l'associació caritativa Community Concern Association in Selma. Blalock va ser durant molt temps director i membre d'aquesta associació i també va ajudar a fundar el Performing Arts Center in Selma.
Va passar els darrers anys de la seva vida a Birmingham, Alabama, envoltada pels seus dos nets i cinc besnets, juntament amb una nombrosa i extensa família. El 2000, va ser reconeguda per la International Library Science Honor Society que va designar la seva bibliotecària de l'Any per al lideratge excepcional en biblioteconomia. La seva filla, Irene Blalock, també és una prestigiosa bibliotecària i recentment es va retirar com a directora de la Biblioteca Pública de Birmingham.